# 泰西学館
泰西学館（たいせいがっかん）は、大阪市に存在した私立学校。明治時代にキリスト教系の私立男子校として開校するが、経営不振から実業教育を施す各種学校として改組し結果的には大阪城東商業学校（現大阪商業大学の前身）に吸収されることとなる。

## 校史

### キリスト教系学校としての開校
明治19年（1886年）9月1日に大阪市北区中之島4丁目に普通科男子中学として設立された。日本組合基督教会大阪教会が運営に責任を持ち、初代館長に宮川経輝が館長となった。
当初は宮川経輝と安藤乙三郎が運営したが、自主独立が理念であるために経営が安定せず早くも明治22年（1889年）には校舎建設の負債で苦しんだ。明治25年（1892年）内村鑑三を教員として招聘するも、翌年には内村も熊本英学校へ転任してしまい更に経営が苦しくなってしまう。明治28年（1895年）に宮川が館長を辞するに至り、追い討ちをかけるが如く財産分与の問題で内紛が発生する。結局明治31年（1898年）2月に学館の卒業生だった吉岡哲夫が運営を引き受け、館長にも就いた。

### キリスト教色の払拭と各種学校としての再出発
学館を引き受けた吉岡は、元々打ち出していたキリスト教色の濃いリベラルアーツ教育が受け入れられなかったと考え、宗教色を払拭するとともに英語を中心に簿記やタイプライターなど商業関係の各種学校として経営を継続した。高等商業学校志望者のための予備校として生徒を集める一方で早稲田大学や関西大学への無試験入学資格を得るまでになった。
だが大正7年（1918年）に早稲田大学への無試験入学資格が失効となったことで再度不振に陥り、昭和6年（1931年）に金子荘太郎が学館の運営を引き受け旧制中学校として大正中学校を開校した。

### 城東商業の引き受けと統合
昭和9年（1934年）に室戸台風で学館の校舎が全壊、これで学館の運営は休校状態に陥った。翌昭和10年（1935年）に大阪城東商業学校の谷岡登らが学館を引き受け、各種学校として授業再開にこぎつけた。各種学校の修学年限は3年だったが、卒業すれば城東商業学校4年次への編入も可能だった。
しかし太平洋戦争による商業学校並びに商業教育への縮小機運が強まり、昭和19年（1944年）に城東商業学校が布施工業学校に転換されると同時に学館も城東商業学校に吸収され開校以来58年の歴史に終止符を打った。なお現在の大阪商業大学正門には泰西学館の表札が掲げられ、往時を偲んでいる。

## 教師
- 左乙女豊秋
- 内村鑑三 - 教頭として1892年9月から1893年5月まで勤務[1]

## 出身者
- 竹田俊造（日本伝道隊）
- 中島泰蔵
- 岩野泡鳴
- 野田良治